# Шкалим

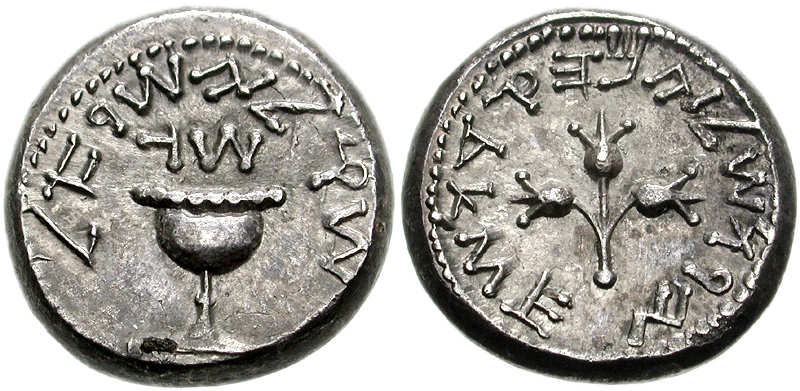
Половина шекеля

«Шкали́м», или «Шекалим», др.-евр. שקלים‬, sheqalim (мн. ч. от שקל‬ — «шекель», в Синодальном переводе Библии — «сикль») — трактат в Мишне, Тосефте и Иерусалимском Талмуде, четвёртый в разделе Моэд («Праздники»). Главной темой трактата является порядок сбора и использования ежегодного подушного налога в размере половины шекеля на содержание Иерусалимского храма. Трактат является единственным в разделе «Моэд» не имеющим Вавилонской Гемары.

## Предмет рассмотрения
У евреев, как и у других древних народов, существовал (и существует до сих пор) запрет пересчитывать людей. Поэтому Моисеев закон предписывает, чтобы при проведении переписи каждый мужчина отдавал в качестве выкупа половину шекеля: для определения численности народа пересчитывались не люди, а сданные ими деньги; вырученные средства употреблялись на богослужение, в первую очередь на покупку животных для общественных жертвоприношений:

И сказал Господь Моисею, говоря: когда будешь делать исчисление сынов Израилевых при пересмотре их, то пусть каждый даст выкуп за душу свою Господу при исчислении их, и не будет между ними язвы губительной при исчислении их; всякий, поступающий в исчисление, должен давать половину сикля, сикля священного; в сикле двадцать гер: полсикля приношение Господу; всякий, поступающий в исчисление от двадцати лет и выше, должен давать приношение Господу; богатый не больше и бедный не меньше полсикля должны давать в приношение Господу, для выкупа душ ваших; и возьми серебро выкупа от сынов Израилевых и употребляй его на служение скинии собрания; и будет это для сынов Израилевых в память пред Господом, для искупления душ ваших.
— Исх. 30:11—16
По возвращении из вавилонского плена было постановлено уплачивать налог на содержание храма ежегодно:

И поставили мы себе в закон давать от себя по трети сикля в год на потребности для дома Бога нашего: на хлебы предложения, на всегдашнее хлебное приношение и на всегдашнее всесожжение, на субботы, на новомесячия, на праздники, на священные вещи и на жертвы за грех для очищения Израиля, и на все, совершаемое в доме Бога нашего.
— Неем. 10:32, 33
Налог на храм был установлен сначала в размере 1/3 шекеля, затем его привели в соответствие с упоминанием в Торе и стали собирать в размере половины шекеля, что примерно соответствовало семи граммам серебра. Налог начинали собирать за месяц до начала цикла паломнических праздников, то есть с 15-го числа месяца адара; а в Иерусалиме — с 25-го адара. Поскольку сбор налога был привязан к определённому времени, посвящённый этой теме трактат «Шкалим» был включён в раздел «Моэд» (название которого буквально означает «срок»).
Согласно мидрашу («Элиягу раба»), в древней Персии первый министр Аман-амаликитянин отвесил 10 тысяч 
талантов золота в государственную казну и предложил за это персидскому царю Ахашверошу (возможно, Артаксеркс I) издать указ об истреблении всех евреев Персии. Чтобы пресечь исполнение этого плана, Всевышний дал еврейскому народу ещё за тысячу лет до событий Пурима (чудесного избавления от гибели) заповедь сбора полушекелей на нужды Иерусалимского храма. Эти деньги перевесили 10 тысяч талантов и тем самым спасли евреев от гибели.
Объясняется, что Тора предписывает сдавать именно полшекеля, а не целую монету, так как полшекеля являются «искуплением души» за грех Золотого тельца. Согласно иудаизму, в искуплении и очищении нуждается только одна сторона человеческой натуры — животная, другая же всегда остается чистой и не нуждается в исправлении.
Женщины, рабы и малолетние не были обязаны уплачивать храмовый налог, но могли внести его добровольно. От самарян его не принимали на основании Езд. 4:3; соответственно, не принимали и от язычников. Спорным вопросом было, обязаны ли вносить храмовый налог священники-аарониды; сами они толковали закон в свою пользу.
Вносить налог следовало обязательно монетой в полшекеля. С тех, кто был не в состоянии произвести оплату вовремя, брали залог. Сбор налога производился менялами (שולחנות), которые при необходимости обменивали местные деньги на полушекелевые монеты, взимая за обмен комиссию — колбон (קלבון). Собранные средства отвозились в Иерусалим и сдавались в храмовую казну, причём для удобства перевозки полученные в виде налога серебряные монеты меняли на золотые.
Помимо основной темы, в трактате «Шкалим» рассматриваются различные вопросы, связанные с богослужением в Иерусалимском храме: порядок работы распорядителей храмового имущества, статуса находок в Иерусалиме и т. д.

## Содержание
Трактат «Шкалим» в Мишне состоит из 8 глав и 52 параграфов.
- Глава первая описывает процедуру сбора храмового налога. Определяются сроки сбора, порядок взыскания залогов. Указывается, какие категории людей освобождались от уплаты налога и внесения залога; устанавливается, в каких случаях при внесении налога не взималась комиссия за обмен монет.
- Глава вторая определяет статус денег, отложенных в уплату храмового налога: с того момента, как перед праздником Песах произведено изъятие средств из храмовой казны (תרומה — трума), отложенные для уплаты деньги, даже если ещё не были доставлены в храм, становились святыней. Обсуждается вопрос о статусе денег, отложенных в уплату налога и оказавшихся лишними: школа Шаммая считает, что их следует отдать в качестве добровольного пожертвования, а школа Гиллеля — что ими можно пользоваться как угодно.
- Глава третья описывает ритуал изъятия денег из храмовой казны.
- Глава четвёртая описывает порядок расходования храмовых средств. Средства шли в первую очередь на общественные жертвоприношения, а также на служебную утварь, оплату работников и т. д. Отдельно рассматривается вопрос о порядке использования посвящённого храму имущества.
- Глава пятая рассказывает о должностных лицах, распоряжавшихся храмовым имуществом, и об их обязанностях; далее описывается порядок продажи муки, масла и вина возлияний для прихожан, желавших принести жертвы (согласно Чис. 15:4—10 и Лев. 14:10, 21).
- Глава шестая описывает храмовые ящики для сбора пожертвований, которых насчитывалось тринадцать; по характерной для Талмуда ассоциации идей рассматриваются другие темы, связанные с числом тринадцать: о совершаемых в храме поклонах, о воротах храмового двора и о храмовых столах. Обсуждается вопрос о судьбе Ковчега Завета.
- Глава седьмая рассматривает вопрос о статусе денег, мяса и живого скота, найденных в Иерусалиме. Например, деньги, найденные в праздник, считались второй десятиной, а в остальное время — обычными, несвятыми; деньги, найденные на скотном рынке, считались второй десятиной всегда. Скот, найденный в Иерусалиме и окрестностях, считался жертвенным. Мишна сообщает, что по старому постановлению нашедший должен был принести его в жертву с возлиянием за собственный счёт — в результате найденный скот вообще перестали приводить, тогда постановили производить возлияние при таком скоте за счёт храма.
- Глава восьмая разбирает некоторые вопросы, связанные с соблюдением ритуальной чистоты в Иерусалиме: о статусе находок, об очищении храмовой завесы и о порядке уничтожения осквернённого жертвенного мяса.